# Joseph Louis François Bertrand
Joseph Louis François Bertrand (ur. 11 marca 1822 w Paryżu, zm. 5 kwietnia 1900 tamże) – francuski matematyk i ekonomista.

## Życiorys
Był profesorem École Polytechnique oraz Collège de France i członkiem francuskiej Akademii Nauk. Od 1884 r. był członkiem Akademii Francuskiej (zajmował fotel 40).
W swych pracach zajmował się teorią grup, teorią liczb, geometrią różniczkową, teorią prawdopodobieństwa i szeregami liczbowymi. Sformułował postulat Bertranda, dowiedziony później przez Czebyszewa.
Jest również twórcą modelu Bertranda, który opisuje konkurencję cenową w oligopolu.
Wielki Oficer Legii Honorowej.